# Москонцерт
Москонцерт — старейшая организация культуры Москвы. Полное название — «Государственное бюджетное учреждение культуры города Москвы „Москонцерт“» (ГБУК города Москвы «Москонцерт»).

## История
25 января 1931 года в СССР было образовано Государственное объединение музыкальных, эстрадных и цирковых предприятий, правопреемником которого в настоящее время является ГБУК города Москвы «Москонцерт».
В годы Великой Отечественной войны концертные бригады «Москонцерта» из мастеров всех жанров выступали на передовых позициях на фронте, в тылу, в госпиталях. Среди артистов были Л. Русланова, Л. Утёсов, Б. Брунов, К. Шульженко, Н. Смирнов-Сокольский, М. Кристалинская, В. Беседин, Г. Белов, В. Ковтун и многие другие.
В числе современных артистов с «Москонцертом» в разное время сотрудничали: группа «Земляне», группа «Машина времени», Алла Пугачёва, Валентина Толкунова, Жанна Бичевская, Иосиф Кобзон, Клара Новикова, Ефим Шифрин, Николай Соколов, Владимир Байков, Татьяна Сорокина, Валентина Воронина, Ирина Суханова. «Москонцерт» организует спектакли, балеты, шоу и концерты в Москве, транслирует концерты онлайн.
В апреле 2021 года в Голубой гостиной Москонцерта на Пушечной открылось выставочное пространство выставкой известной художницы Юлии Долгоруковой. В дальнейшем в выставочном зале экспонировались работы худождников Гарри Зуха, Валерия Мишина, Татьяны Данильянц, Михаила Горшунова и Светланы Бобровой.

## Структура
Структурными подразделениями «Москонцерта» являются:
- Московское концертное филармоническое объединение[5]
- Продюсерский центр
- Концертное объединение по работе с детьми и юношеством[6]
- Московский хоровой театр под руководством Бориса Певзнера[7]
- Московский Государственный Театр Балета Классической Хореографии «LA CLASSIQUE»[8]
- Театр эстрадных миниатюр под руководством Е. Петросяна[9]
- Ансамбль Дмитрия Покровского[10]
- Московский театр миниатюр под руководством М. М. Жванецкого
- Музыкально-драматический театр «А-Я»[11]
- Московский мюзик-холл[12]
- Московский государственный театр «Варьете»[13].

## Концертные залы
«Москонцерт» проводит мероприятия на своих концертных площадках:
- «Москонцерт на Пушечной», в котором есть Зеркальный зал, Бальный зал, Театральный зал и Голубая гостиная. Адрес: Москва, ул. Пушечная, д. 4, стр. 2 Закрыт на ремонт[14][15].
- Концертный зал «Москонцерт Холл». Адрес: Москва, ул. Каланчёвская, 33[16][17].
- «Москонцерт Арт-Салон». Адрес: Москва, Ленинградский пр-т, д. 30, стр. 2[18][19].
- Детский музыкально-драматический театр «А-Я». Адрес: Москва, Петровский пер., д. 5, стр. 9[20].

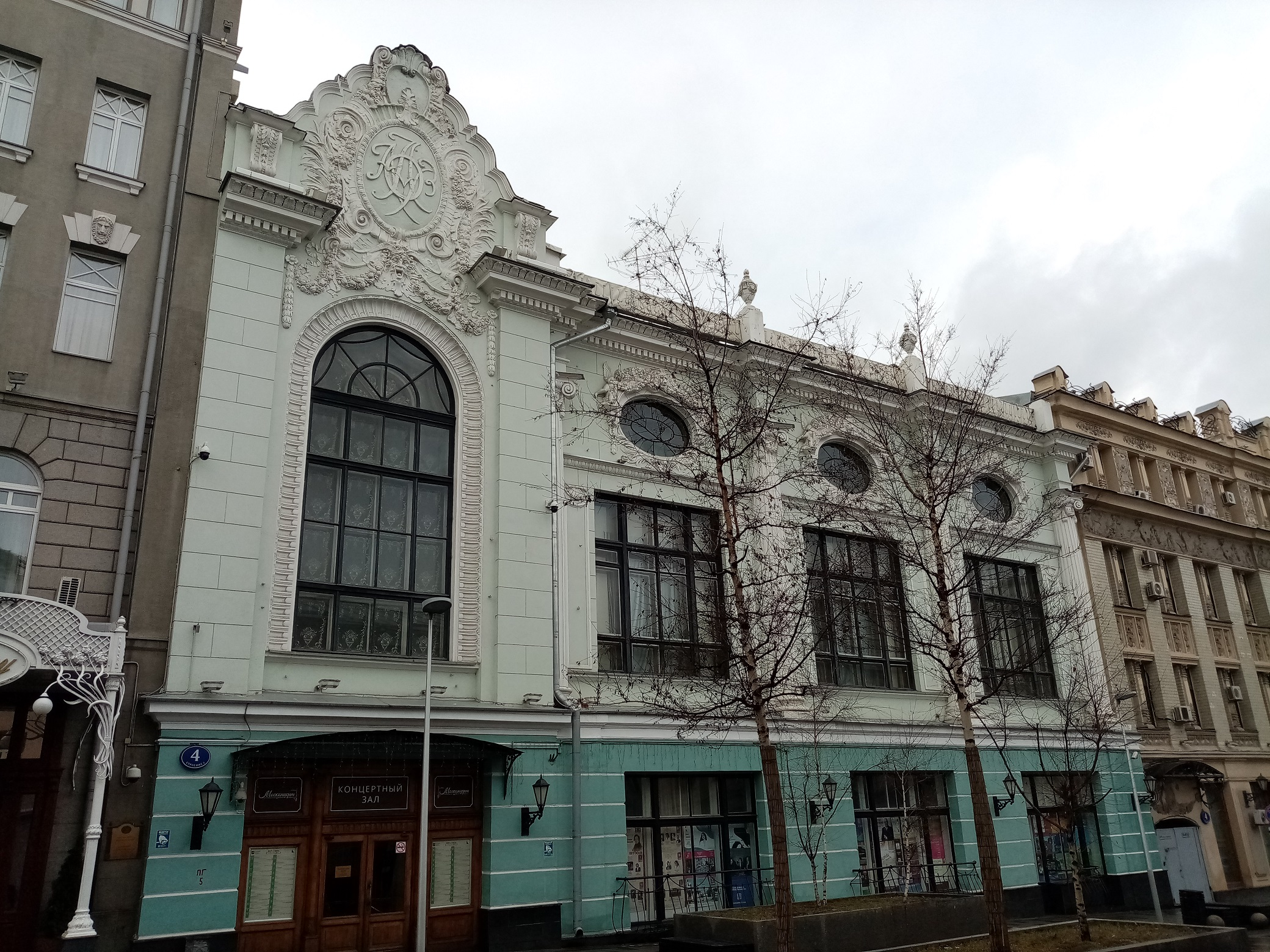
Москонцерт на Пушечной
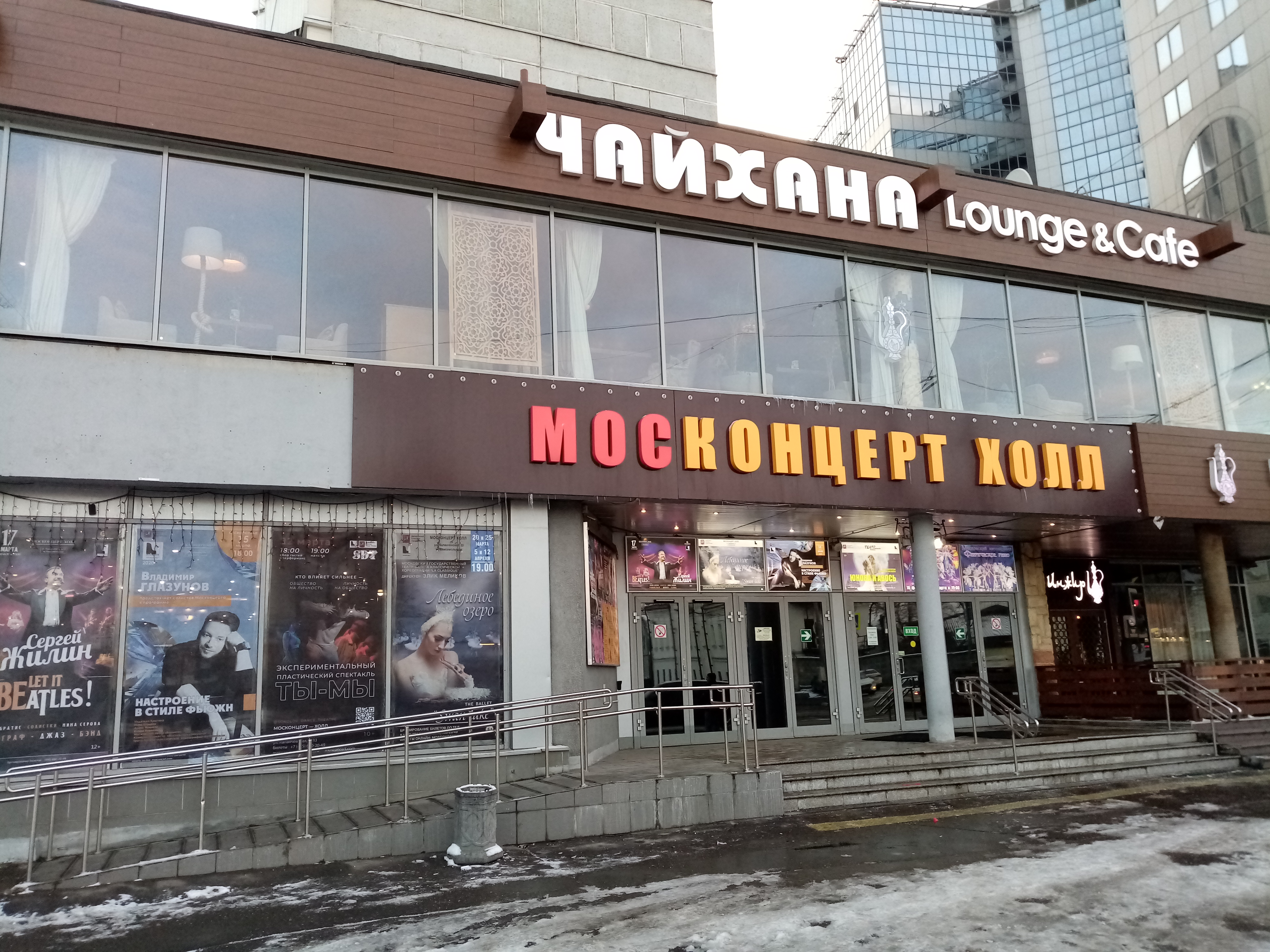
Москонцерт Холл
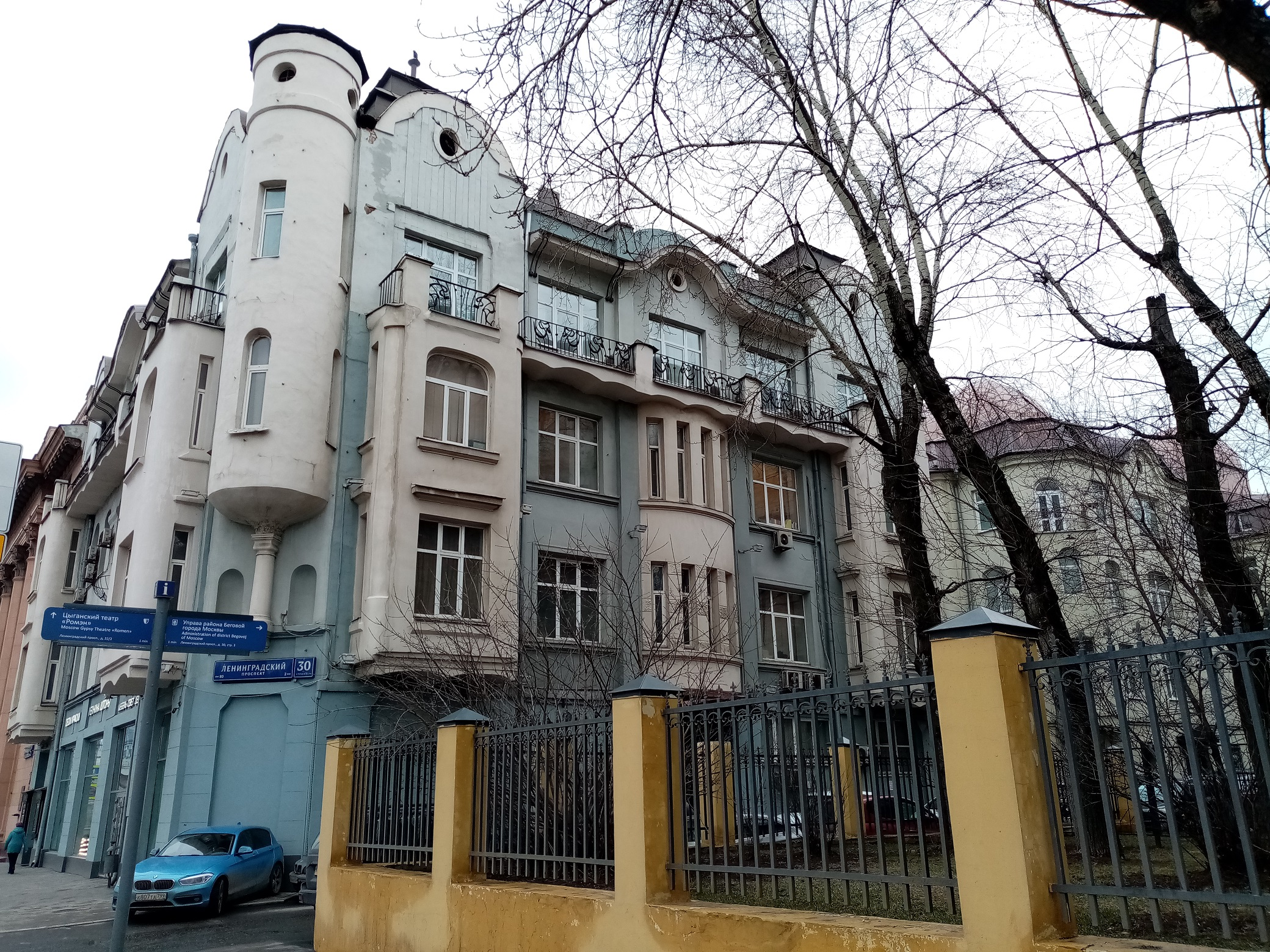
Москонцерт Арт-салон
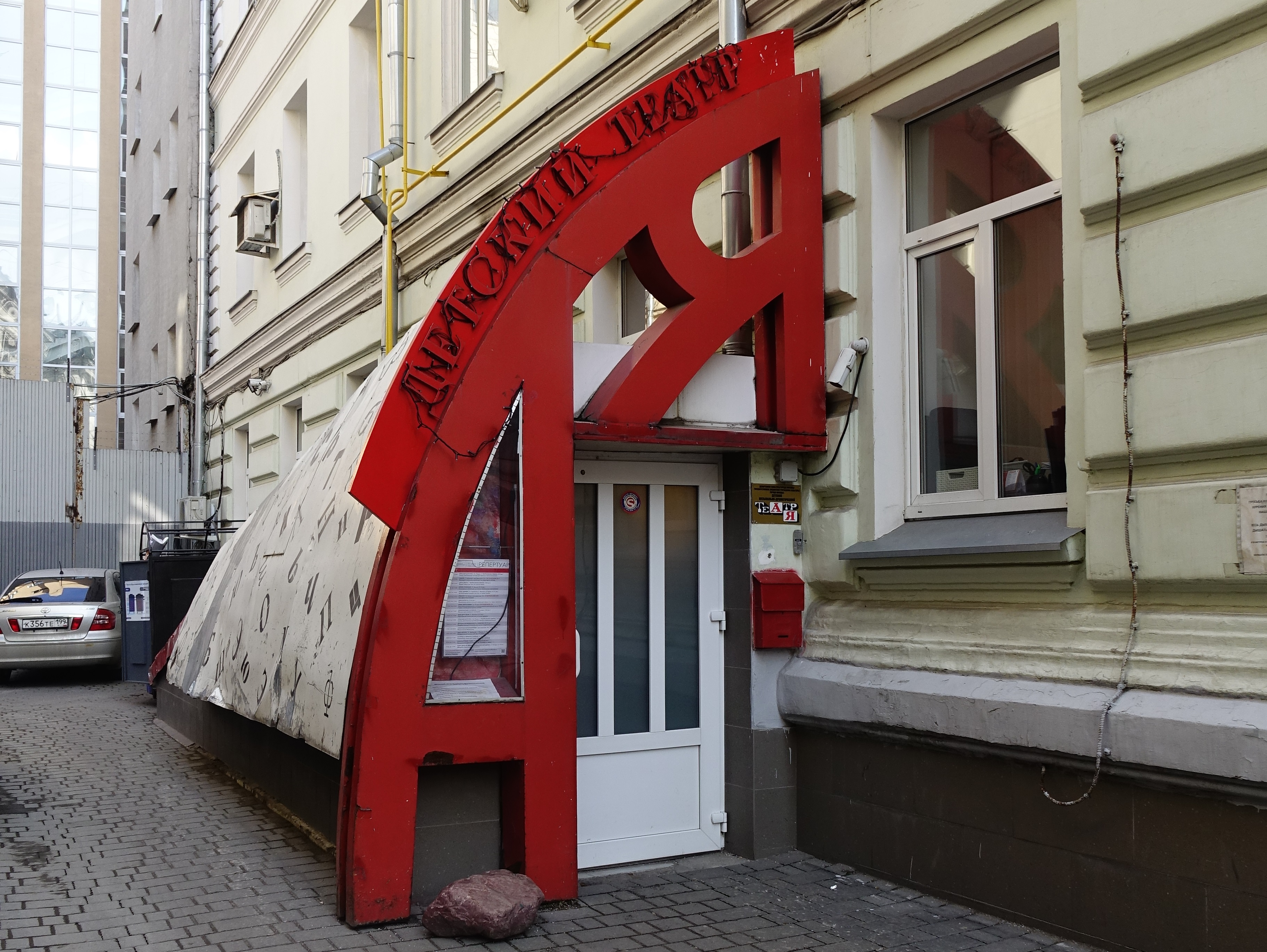
Детский музыкально-драматический театр «А-Я»

## Награды
- Почётная грамота Московской городской Думы (25 января 2006 года) — за заслуги перед городским сообществом[21]